# ویلیام لاسل
ویلیام لاسل (انگلیسی: William Lassell؛ زاده ۱۸ ژوئن ۱۷۹۹ درگذشته ۵ اکتبر ۱۸۸۰) یک دانشمند اهل انگلستان در زمینه ستاره‌شناسی بود. او در سال ۱۸۴۶ در انگلستان بزرگ‌ترین قمر نپتون (تریتون) را کشف کرد.